# Вјепри (Перуђа)
Вјепри је насеље у Италији у округу Перуђа, региону Умбрија.
Према процени из 2011. у насељу је живело 143 становника. Насеље се налази на надморској висини од 476 м.